# Brondèl
Brondello (occità Brondèl) és un municipi italià, situat a la regió del Piemont. L'any 2007 tenia 324 habitants. Està situat a la Vall del Po, dins de les Valls Occitanes. Limita amb els municipis d'Isasca, Martiniana Po, Pagno, Revello i Venasca.

## Administració
| Període | Identitat    | Partit       |
| ------- | ------------ | ------------ |
| 2004-   | Dora Perotto | Rinnovamento |